# Wybory parlamentarne w Islandii w 1946 roku
Wybory parlamentarne w Islandii odbyły się 30 czerwca 1946. Były to pierwsze wybory po przyjęciu nowej konstytucji i przekształceniu Islandii w republikę.
Wybory wygrała Partia Niepodległości.

## Wyniki wyborów
| Partia                                        | Liczba głosów | %    | Liczba mandatów |
| --------------------------------------------- | ------------- | ---- | --------------- |
| Partia Niepodległości (Sjálfstæðisflokkurinn) | 26 428        | 39,5 | 20              |
| Partia Postępu (Framsóknarflokkurinn)         | 15 429        | 23,1 | 13              |
| Partia Socjalistyczna (Sósíalistaflokkurinn)  | 13 049        | 19,5 | 10              |
| Partia Socjaldemokratyczna (Alþýðuflokkurinn) | 11 914        | 17,8 | 9               |
| inne                                          | 93            | 0,0  | 0               |
| Razem (frekwencja - 87,4%)                    | 67 896        | 100  | 52              |
| źródło:                                       |               |      |                 |